# Тетратионовая кислота
Тетратионовая кислота H2S4O6 — неорганическая двухосновная кислота. Относится к политионовым кислотам.

## Свойства
Тетратионовая кислота является сильной кислотой. Неустойчива, может существовать только в разбавленных водных растворах и разлагается при их концентрировании или нагревании:
{\displaystyle {\mathsf {H_{2}S_{4}O_{6}\rightarrow 2S+SO_{2}+H_{2}SO_{4}}}}
Растворы тетратионовой кислоты в этаноле реагируют с щелочами:
{\displaystyle {\mathsf {H_{2}S_{4}O_{6}+2NaOH\rightarrow Na_{2}S_{4}O_{6}+2H_{2}O}}}
В водных растворах реагирует с щелочами с разложением:
{\displaystyle {\mathsf {H_{2}S_{4}O_{6}+4NaOH\rightarrow 2S+Na_{2}SO_{3}+Na_{2}SO_{4}+3H_{2}O}}}
Тетратионовая кислота наряду с другими политионовыми кислотами образуется в реакции Вакенродера при взаимодействии сероводорода и диоксида серы.
Тетратионаты щелочных металлов образуются при окислении соответствующих тиосульфатов иодом:
{\displaystyle {\mathsf {2Na_{2}S_{2}O_{3}+I_{2}\rightarrow Na_{2}S_{4}O_{6}+2NaI}}}